# David Brand (5e vicomte Hampden)
Pour les articles homonymes, voir David Brand et Brand.
David Francis Brand 5e vicomte Hampden (14 juin 1902 – 4 septembre 1975) est un militaire et pair héréditaire britannique.

## Biographie

### Jeunesse
David Brand est le deuxième fils de Thomas Brand, 3e vicomte Hampden. Le grand-père de David Brand, Henry Brand, 2e vicomte Hampden, a été gouverneur de la Nouvelle-Galles du Sud de 1895 à 1899. Le frère aîné de David Brand, Thomas Brand, 4e vicomte Hampden succède à leur père en tant que vicomte Hampden en 1958.
David Brand fréquente le Collège d'Eton, où il dirige le First XI en 1921. Il fréquente le Trinity College de Cambridge, mais ne joue qu'un seul match de première classe pour l'équipe universitaire, en mai 1922. Il passe l'année universitaire 1922-1923 en tournée à Ceylan, en Australie et en Nouvelle-Zélande avec le Marylebone Cricket Club. Son score de première classe le plus élevé est de 60 lors du deuxième match contre la Nouvelle-Galles du Sud et ses meilleurs chiffres au bowling sont de 4 sur 31 lors du premier match contre Auckland Il n'a plus joué au cricket de première classe après la tournée.

### Vie adulte
Il sert comme lieutenant-colonel dans le Hertfordshire Regiment pendant la Seconde Guerre mondiale. Il sert en Birmanie et est mentionné dans les dépêches. Après la guerre, il est président de la banque anglaise, écossaise et australienne et plus tard vice-président de la banque ANZ.
David Brand succède à son frère Thomas Brand, 4e vicomte Hampden comme vicomte de Hampden en 1965. À sa mort en 1975, le titre passe à son fils Anthony Brand.

#### Chambre des lords
Il succède à son frère Thomas Brand, 4e vicomte Hampden à la Chambre des lords. Il ne semble pas avoir siégé ni prit part aux débats.

## Famille
Il épouse, le 14 juillet 1936, Imogen Alice Rhys (1903-2001), fille de Walter Rhys, 7e baron Dynevor et de Lady Margaret Child-Villiers. Ils ont trois enfants :
- Anthony Brand, 6e vicomte Hampden (7 mai 1937 - 4 janvier 2008) épouse en premières noces Caroline Fiona Proby (née le 4 août 1943), dont descendance, puis épouse en secondes noces Sally Hambro, sans descendance ;
- Jean Margaret Brand (née le 19 août 1938) épouse Robert John Hodgson, dont descendance ;
- Philippa Mary Imogen Brand (7 avril 1942 - 5 avril 2011) épouse Christopher Roger Chetwode (né le 24 mars 1940), dont descendance.

## Distinctions

### Décorations
- 1939-45 Star (1945)
- France and Germany Star (1945)
- Defence Medal 1939-45 (16 août 1945)
- War Medal 1939-1945 (16 août 1945)
- Burma Star (1945)
- Médaille du jubilé d'argent de George V (6 mai 1935)
- Médaille du couronnement du roi George VI (12 mai 1937)
- Médaille du couronnement d'Élisabeth II (2 juin 1953)